# Palmas (Aveyron)
Palmas é uma ex-comuna francesa na região administrativa de Occitânia, no departamento de Aveyron. Estendeu-se por uma área de 14,34 km². Em 2010 a comuna tinha 1 035 habitantes (densidade: 72,2 hab./km²).
Em 1 de janeiro de 2016 foi fundida com as comunas de Coussergues e Cruéjouls para a criação da nova comuna de Palmas-d'Aveyron.